# ربکا هندرسون
ربکا هندرسون (انگلیسی: Rebecca Henderson؛ زادهٔ ۴ ژوئن ۱۹۸۰) بازیگر اهل کانادا است. از فیلم‌ها یا برنامه‌های تلویزیونی که وی در آن نقش داشته‌است می‌توان به داستان واقعی، خانه خوب، به جین زنگ بزن، و جذابیت جنسی اشاره کرد.